# Say It Isn't So
«Say It Isn't So» es el segundo sencillo del álbum Crush, del grupo de rock Bon Jovi, lanzado en el año 2000. El tema habla de las ilusiones que los medios de comunicación crean en la gente y que al final se convierten en decepciones. Tuvo una aceptación moderada a nivel mundial conjuntamente con la balada Thank you for loving me.

## El vídeo
El videoclip de Say It Isn't So está basado en la vida en Hollywood y en el mundo ficticio que se crea en ese ambiente. Al inicio, la banda está tocando en un escenario con un bello fondo, y de pronto, un automóvil atraviesa el fondo y pasa justo por encima de la banda. Los integrantes actúan desconcertados ante tal situación. Entonces, los de Nueva Jersey continúan con la interpretación, para dar paso a una mezcla de todo tipo de escenarios de películas. Llegan a aparecer desde vaqueros en el Oeste hasta bellas bailarinas. Cabe mencionar las apariciones de Claudia Schiffer, Emilio Estévez, Arnold Schwarzenegger y Matt LeBlanc, de la serie Friends.

## Certificaciones
| País      | Organismo certificador | Certificación | Ref.  |
| --------- | ---------------------- | ------------- | ----- |
| Australia | ARIA                   | Oro           | [ 1 ] |

## Miembros
- Jon Bon Jovi - voz y guitarra
- Richie Sambora - guitarra solista y coros
- David Bryan - teclados y coros
- Tico Torres - batería
- Hugh McDonald - bajo y coros